# Universidad Ramon Llull
La Universidad Ramon Llull (URL) (en catalán y oficialmente Universitat Ramon Llull) es una universidad privada de inspiración cristiana ubicada en Barcelona, Cataluña (España), nombrada así en homenaje al beato Ramon Llull. 

## Historia
Fue fundada el 1 de marzo de 1990 y aprobada por el Parlamento de Cataluña el 10 de mayo de 1991. Sus instituciones fundadoras fueron:
- Ingeniería y Arquitectura La Salle, con más de cien años de existencia.
- Instituto Químico de Sarriá (IQS), que inició sus actividades universitarias el año 1916.
- Facultad Eclesiástica de Filosofía de Cataluña, cuyo origen se remonta a 1988.
- Fundación Blanquerna, fundada en 1948.

El 10 de octubre de 1989 estas instituciones, bajo la presidencia del Cardenal Narcís Jubany y  junto con la Fundación Círculo de Economía, así como el apoyo de personalidades representativas de la sociedad civil catalana, constituyeron la fundación que creó la universidad: Universidad Ramon Llull Fundación Privada. Actualmente la Fundación ostenta el gobierno supremo de la URL a través de su patronato.
Desde su constitución, la URL ha tenido una estructura de federación que potencia la personalidad de los centros que la integran. En sus años de existencia, la Universidad Ramon Llull ha extendido progresivamente sus actividades y ha ido integrando a nuevas instituciones federadas. Actualmente la URL está integrada por 8 instituciones de enseñanza superior e investigación, y 1 centro adscrito. 

## Facultades y escuelas
La URL se compone de las siguientes facultades y escuelas:
- IQS School of Engineering[1]
- IQS School of Management
- Facultad de Psicología, Ciencias de la Educación y del Deporte Blanquerna
- Facultad de Ciencias de la Salud Blanquerna
- Facultad de Comunicación y Relaciones Internacionales Blanquerna[2]
- Escuela Técnica Superior de Ingeniería La Salle
- Facultad Internacional de Comercio y Economía Digital La Salle
- Escuela Técnica Superior de Arquitectura La Salle
- Facultad de Filosofía
- Escuela Superior de Administración y Dirección de Empresas Esade
- Facultad de Derecho Esade
- Facultad de Educación Social y Trabajo Social Pere Tarrés
- Escuela Superior de Diseño ESDi (centro adscrito)

## Institutos universitarios
La URL tiene tres institutos universitarios:
- Instituto Universitario Observatorio del Ebro
- Instituto Universitario de Salud Mental Vidal i Barraquer
- Instituto Borja de Bioética